# Mosad Eleraki
Mosad Eleraki es un deportista egipcio que compitió en levantamiento de potencia adaptado. Ganó una medalla de bronce en los Juegos Paralímpicos de Barcelona 1992, en la categoría de –75 kg.

## Palmarés internacional
| Juegos Paralímpicos | Juegos Paralímpicos | Juegos Paralímpicos | Juegos Paralímpicos |
| Año                 | Lugar               | Medalla             | Categoría           |
| ------------------- | ------------------- | ------------------- | ------------------- |
| 1992                | Barcelona (España)  | Medalla de bronce   | –75 kg              |